# Victoria Volkóva
Victoria Volkóva (Santiago de Querétaro, 28 de noviembre de 1992) es una modelo, vlogger, youtuber, maquillista , escritora y actriz mexicana.

## Biografía
Victoria Velázquez nació el 30 de noviembre de 1992 en Santiago de Querétaro, Querétaro, México. De acuerdo a lo que ha relatado sobre su vida, nació a los ocho meses de gestación y perdió a su padre cuando tenía 11 años de edad. Se crio con su madre, su padrastro y su hermana menor, la también youtuber conocida como La Chule o Lenguas de Gato. Creció en su ciudad natal y posteriormente se instaló en la Ciudad de México, donde cursó estudios de diseño de moda.

### Carrera en YouTube
Cuando Victoria tenía 18 años de edad, decidió compartir algunos aspectos de su vida a través de su cuenta oficial de YouTube. Ella tomó el nombre de “Victoria” con apoyo de su mamá: Para ella fue una victoria tenerme, pues soy ochomesina. Además, también era fan de las Spice Girls y su favorita era Victoria Beckham, la Posh Spice. De manera paralela, Volkóva conoció a una chica transexual de nombre Victoria que fungió como su mentora y le asesoró para comenzar su transición. Su primer video se publicó el 27 de junio de 2011 y llevó por título Masculino o femenino. Victoria decidió compartir con el público su proceso de transición para reafirmar su género femenino. Aunque inicialmente se definió en su adolescencia como un chico gay (debido principalmente a los prejuicios de la presión social), lo cierto es que Victoria en realidad tenía definida su condición femenina. 
Victoria comenzó a compartir, primero en YouTube y luego en otras redes sociales, su largo proceso para reafirmar su género. Su proceso y su contenido en redes atrajeron la atención de muchos medios. Actualmente cuenta con más de 900 000 mil suscriptores en su canal de YouTube.

### Otros proyectos
A la par de la documentación de su transición, Victoria comenzó a compartir tips de moda, maquillaje, estilo de vida y anécdotas personales. Victoria ha sido respaldada por numerosas marcas de cosméticos, líneas de ropa y otros productos. Es maquillista profesional y ha colaborado con la línea de cosméticos MAC Cosmetics. Además, funge como embajadora de Jean Paul Gaultier en México y ha lanzado su propia fragancia con el apoyo de la marca Avon Products. Es una de las influencers más importantes de México en su generación y probablemente, la influencer y modelo más destacada de la diversidad sexual de México.
Victoria también ha incursionado en el campo de la actuación. Ha participado en algunas obras de teatro y debutó en el cine en la película Sexo, pudor y lágrimas 2 (2022). En 2020, Victoria también participó en el cortometraje Traviatas, junto a otras destacadas mujeres trans mexicanas como la activista Samantha Flores y la cantante y actriz Morganna Love. En noviembre de 2020, Volkóva es invitada para aparecer en la portada de la revista Playboy en su edición mexicana, siendo la primera mujer transgénero en obtener dicha distinción en México. Ella también participa en la campaña Studio AW20 para H&M junto a Bárbara López, Camila Valero, Darian Rojas, Fer Altuzar, Joaquín Bondoni, Nayeli de Alba, Rosshana Bracho y Zemmoa.
En enero de 2021, Volkóva lanzó a la venta su libro autobiográfico titulado Victoria: Mi camino hacia el amor propio.

## Vida privada
Volkova comenzó su proceso con un tratamiento hormonal y psicológico que se prolongó por cinco años. En noviembre de 2019, se sometió a una cirugía de reasignación de sexo en Tailandia. A través de sus redes, Victoria compartió el proceso con el público.

## Filmografía

### Cine
- Sexo, pudor y lágrimas 2 (2022)
- Traviatas (documental) (2020).

### Series
- Cómo sobrevivir soltero (2020)

### Videoclips
- Universo Amor de la banda Playa Limbo